# Mont Sainte-Claire
Pour les articles homonymes, voir Sainte-Claire (homonymie).
Le mont Sainte-Claire, nommé en l'honneur de Claire d'Assise, est une montagne des Laurentides située en plein cœur de l'arrondissement Chicoutimi à Saguenay.
D'une altitude de 170 mètres, le sommet de cette montagne abrite la station de télévision CJPM appartenant au réseau TVA et l'antenne permettant d'émettre le signal télévisuel dans toute la région.